# Arena (color)

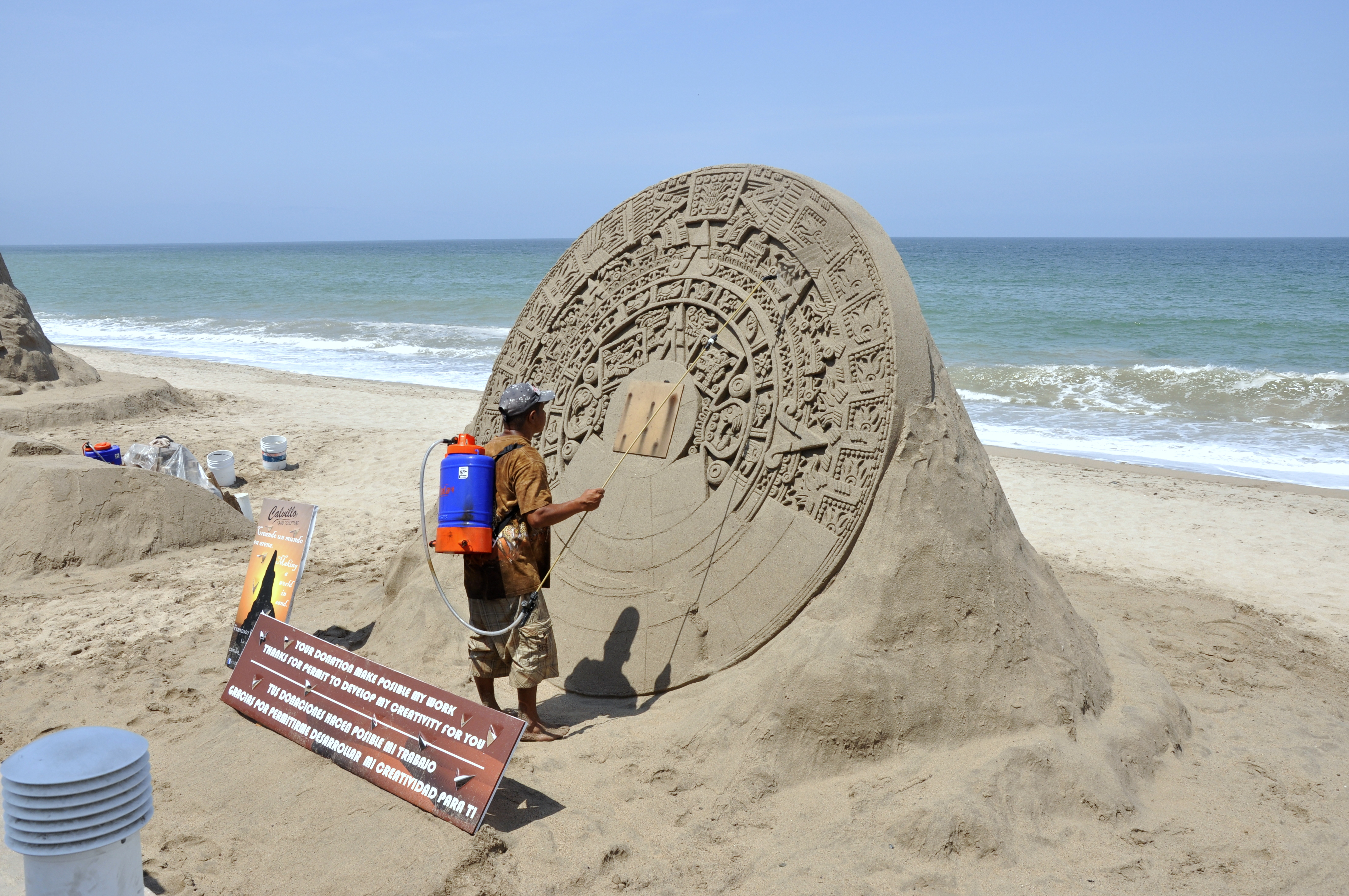
Escultura de arena en desarrollo en Puerto Vallarta, México

Arena, gris arena o blanco arena es un color amarillo anaranjado muy claro, de saturación muy débil, que corresponde específicamente a la coloración de la arena, sedimento dendrítico formado principalmente por cuarzo proveniente de la disgregación de rocas. Equivale a la denominación de color crudo.

## Arena ferruginosa
El género cromático «arena» incluye al color homónimo y a la coloración denominada arena ferruginosa, un naranja amarillento claro, de saturación moderada, que corresponde específicamente al aspecto de la arena así llamada, sedimento dendrítico coloreado por óxidos de hierro.